# Przełęcz Werecka
Przełęcz Werecka, Przełęcz Tucholska (ukr. (Середньо-)Верецький перевал, (Serednio-)Werećkyj perewał)  – przełęcz na terenie Ukrainy, w łańcuchu Zewnętrznych Karpat Wschodnich, w paśmie Bieszczadów Wschodnich. Wysokość – 841 m n.p.m. (źródła ukraińskie podają 839 m n.p.m.).
Poprzednią (patrząc z zachodu na wschód) przełęczą w głównym łańcuchu Karpat jest Przełęcz Latorycka, a kolejną – Przełęcz Beskid.
Potoki po zakarpackiej stronie przełęczy zasilają górną Latoricę, zaś po stronie galicyjskiej – górny Stryj. Przez Przełęcz Werecką przebiega droga lokalna T1409, łącząca wieś Nyżni Worota w obwodzie zakarpackim z wsią Tucholka w obwodzie lwowskim. Przebiega tędy również rurociąg naftowy Przyjaźń.
Z Przełęczy Wereckiej rozciąga się piękna panorama. Miejsce to jest ważne dla narodowej tradycji węgierskiej, bowiem legenda głosi, że w 896 roku właśnie przez Przełęcz Werecką wtargnęli do Kotliny Panońskiej Węgrzy pod wodzą Arpada.
16 marca 1939 roku na przełęczy doszło do uroczystości spotkania wojsk polskich i węgierskich z okazji ustanowienia wspólnej granicy, stworzonej wskutek zajęcia Karpato-Ukrainy przez Królestwo Węgier.
18 października 1944 roku przekroczyła ją Armia Czerwona.

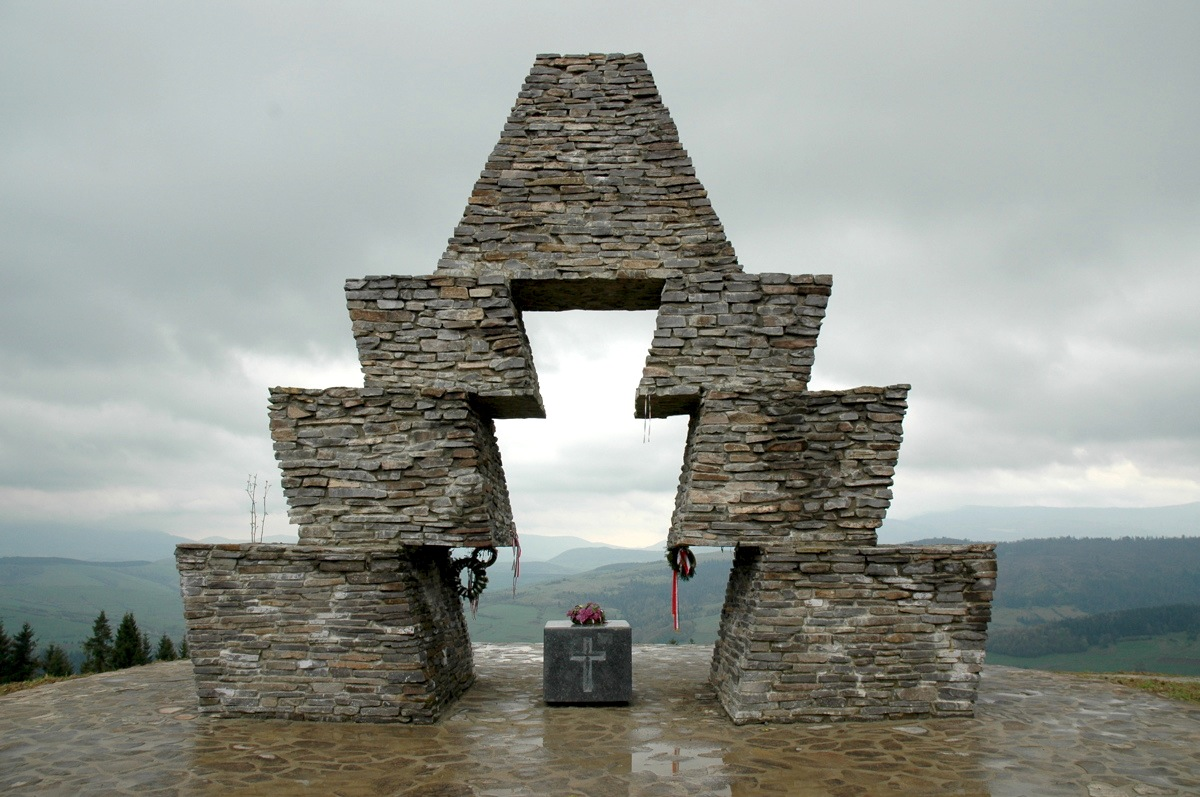
Pomnik na Przełęczy Wereckiej dla uczczenia 1100. rocznicy przejścia Węgrów przez Karpaty